# Coupe du Brésil féminine de volley-ball
La Coupe du Brésil de volley-ball féminin est organisée par la Confederação Brasileira de Voleibol (CBV), elle a été créée en 2007.

## Palmarès
| Année   | Vainqueur                | Score                                     | Finaliste                |
| ------- | ------------------------ | ----------------------------------------- | ------------------------ |
| 2007    | Rexona/Ades              | 3 - 0 (25-19, 25-20, 25-18)               | Finasa/Osasco            |
| 2008    | Finasa/Osasco            | 3 - 2 (25-21, 18-25, 21-25, 25-19, 15-12) | São Caetano/Blausiegel   |
| 2009-13 | compétition non disputée | compétition non disputée                  | compétition non disputée |
| 2014    | Molico/Nestlé            | 3 - 1 (21-19, 21-16, 22-24, 21-17)        | Sesi-SP                  |
| 2015    | Esporte Clube Pinheiros  | 3 - 2 (25-20, 15-25, 21-25, 28-26, 15-7)  | Sesi-SP                  |
| 2016    | Rexona/Ades              | 3 - 0 (25-19, 25-23, 25-18)               | Dentil/Praia Clube       |
| 2017    | Rexona-Sesc              | 3 - 0 (25-15, 25-21, 25-20)               | Camponesa/Minas          |
| 2018    | Vôlei Nestlé             | 3 - 0 (25-17, 25-17, 25-19)               | Dentil/Praia Clube       |
| 2019    | Itambé/Minas             | 3 - 1 (16-25, 25-20, 25-21, 25-18)        | Dentil/Praia Clube       |
| 2020    | Sesc RJ                  | 3 - 1 (18-25, 25-21, 25-23, 25-23)        | Dentil/Praia Clube       |

## Bilan par club
| Club                       | Titres | Ville          | Année                  |
| -------------------------- | ------ | -------------- | ---------------------- |
| Rio de Janeiro Volêi Clube | 4      | Rio de Janeiro | 2007, 2016, 2017, 2020 |
| Osasco Voleibol Clube      | 3      | Osasco         | 2008, 2014, 2018       |
| Esporte Clube Pinheiros    | 1      | São Paulo      | 2015                   |
| Minas Tênis Clube          | 1      | Belo Horizonte | 2019                   |